# آپاچی طلایی
آپاچی طلایی (آلمانی: Winnetou) یک فیلم در ژانر وسترن به کارگردانی هارالد راینل است که در سال ۱۹۶۳ منتشر شد.

## بازیگران
- لکس بارکر
- پیر بریس
- ماریو آدورف
- رالف وولتر
- والت بارنس
- دمتر بیتنس
- ایلیا ایوزیچ
- گویکو میتیچ
- ادی آرنت
- کریس هاولند